# Goodbye (Spice Girls)
Goodbye è una canzone del gruppo musicale Spice Girls. È il singolo che ha anticipato di due anni il terzo album del gruppo, Forever.

## Il brano
Goodbye è il primo brano delle Spice Girls che non vede la partecipazione di Geri Halliwell, che ha abbandonato il gruppo poco prima della sua composizione. Il brano è quindi cantato dalle sole quattro voci delle Spice rimaste.
Il testo della canzone, composto dalle Spice Girls, da Matt Rowe e Richard Stannard, è una ballata pop molto intensa. Poiché la canzone è uscita a pochi mesi dall'abbandono del gruppo di Geri Halliwell molti hanno interpretato questo brano come una dedica alla Ginger Spice, confermato anche più volte dalle ragazze stesse. Anche la Halliwell tuttavia contribuì alla canzone, che all'inizio era dedicata genericamente ad una relazione complicata: in seguito fu poi chiaramente adattata e radicalmente modificata, tanto che Geri Halliwell non compare tra gli autori della canzone, e in diverse occasioni anche gli altri membri del gruppo hanno dichiarato che la canzone è dedicata alla ex-compagna.
Il brano, uscito nel 1998, verrà poi inserito nell'album successivo delle Spice Girls uscito nel 2000, Forever.

## Il singolo
Il singolo della canzone è stato pubblicato l'8 dicembre 1998 negli Stati Uniti d'America e il 14 dicembre dello stesso anno nel Regno Unito,
Il brano è stato pubblicato una settimana prima negli Stati Uniti d'America, dove fu pubblicato come EP (Exteded Play), e conteneva anche alcune altre tracce come Christmas Wrapping, e le versioni live di Sisters Are Doing It for Themselves e We Are Family, registrato allo Stadio di Wembley nel settembre di quell'anno.
È stato l'ottavo singolo del gruppo a piazzarsi alla prima posizione della classifica dei singoli britannica, e ha permesso al gruppo di aggiudicarsi per la terza volta consecutiva il mercato musicale natalizio. Disco Di Platino in Uk (862,000)

## Tracce e formati
- UK CD1

1. "Goodbye [Radio Edit] - 4:20
2. "Christmas Wrapping - 4:14
3. "Goodbye [Orchestral Version] - 4:14

- UK CD2

1. "Goodbye [Single Version] - 4:44
2. "Sisters Are Doin' It For Themselves [Live] - 4:22
3. "We Are Family [Live] - 3:35

Il CD2 conteneva quattro cartoline in edizione limitata di ogni componente
- Canadian CD/US CD

1. "Goodbye [Single Version] - 4:44
2. "Christmas Wrapping - 4:14
3. "Sisters Are Doin' It For Themselves [Live] - 4:35
4. "We Are Family [Live] - 3:22

La versione statunitense e quella canadese contenevano cinque adesivi in edizione limitata delle Spice Girls come "Spice Fairies", uguali a quelle del video di Viva Forever.
Goodbye è stato pubblicato come EP in Cina, Corea del Sud e nel sud est asiatico.
- East Asia and South East Asia EP

1. "Goodbye [Single Edit] - 4:20
2. "Goodbye [Single Version] (South Korea only) - 4:44
3. "Christmas Wrapping - 4:14
4. "Sisters Are Doing It For Themselves [Live] - 4:35
5. "We Are Family [Live] - 3:22
6. "Goodbye [Orchestral Version] - 4:14
7. "Goodbye Music Video - 4:35

## Il video
Il video della canzone è diviso in due parti. Nella prima parte le quattro protagoniste attraversano una foresta buia e innevata su una Rolls-Royce. Nella seconda parte, giungono in un'abitazione, con le pareti e i mobili ghiacciati. Sono presenti anche dei corpi di numerose persone, anch'essi presumibilmente congelati. Il finale della canzone è così intenso da riuscire a scongelare tutti i corpi, che riprendono vita.

## Classifiche
| Classifica (1998) | Posizione raggiunta |
| ----------------- | ------------------- |
| Regno Unito       | 1                   |
| Nuova Zelanda     | 1                   |
| Irlanda           | 1                   |
| Italia            | 2                   |
| Svezia            | 2                   |
| Finlandia         | 2                   |
| Australia         | 3                   |
| Paesi Bassi       | 5                   |
| Norvegia          | 6                   |
| Svizzera          | 8                   |
| Belgio (Vallonia) | 12                  |
| Austria           | 13                  |
| Belgio (Fiandre)  | 14                  |
| Francia           | 21                  |

| Classifica di fine anno (1998) | Posizione |
| ------------------------------ | --------- |
| Regno Unito                    | 7         |
| Classifica di fine anno (1999) | Posizione |
| Italia                         | 20        |